# Sorø Bibliotek
Sorø Bibliotek består af to biblioteker, nemlig hovedbiblioteket i Sorø og et lokalbibliotek i Dianalund.
På Sorø Bibliotek er der ansat 10 bibliotekarer og 8 biblioteksassistenter. På Børnebiblioteket afholdes der arrangementer løbende gennem hele året, herunder børneteater, sommerlæsning og forskellige ferieaktiviteter. På voksenbiblioteket er der udstillinger om aktuelle emner, på Kunstgangen i Sorø og på lokalbibliotekerne laves kunstudstillinger. På de tre biblioteker er desuden placeret lokalhistoriske arkiver.